# Seattle Reign FC
Il Seattle Reign FC, indicato come Seattle Reign FC fino al 2018, poi Reign FC nel 2019 e OL Reign tra il 2020 e il 2023, è una società calcistica femminile statunitense con sede nella città di Seattle, nello stato di Washington.
Fondato nel 2012, il club milita dalla stagione 2013 nella National Women's Soccer League (NWSL), la massima divisione del campionato statunitense di calcio femminile. Disputa le proprie partite casalinghe al Lumen Field, impianto da 10 000 posti.

## Storia

### Fondazione
Nel novembre 2012 fu confermato che una squadra femminile situata a Seattle e guidata da Bill Predmore (fondatore dell'azienta di marketing digitale POP) sarebbe stata accettata nella nuova lega di calcio femminile statunitense denominata National Women's Soccer League. Fu nominata Amy Carnell come direttore generale, che già in precedenza aveva lavorato per il 
Seattle Sounders Women e per il settore giovanile del Seattle Sounders.

### Stagione inaugurale (2013)
Il 21 dicembre 2012 il club annunciò Laura Harvey come nuovo tecnico della squadra. Aveva lavorato in precedenza con le compagini inglesi femminili del Birmingham City (dal 2002 al 2008) e dell'Arsenal (dal 2010 al 2012), oltre che con le rappresentative giovanili inglesi (Under 17, 19 e 23) dal 2005 al 2011.
L'11 gennaio 2013, come parte del progetto di allocazione delle giocatrici di nazionali, Kaylyn Kyle, Teresa Noyola, Megan Rapinoe, Amy Rodriguez, Jenny Ruiz, Hope Solo ed Emily Zurrer furono assegnate al club. Durante il secondo round divennero giocatrici del Reign Christine Nairn, Mallory Schaffer, Kristen Meyer e Haley Kopmeyer. Durante il terzo ed ultimo round firmarono Nikki Krzysik, Lauren Barnes, Laura Heyboer, Liz Bogus, Michelle Betos e Kaley Fountain. Inoltre vennero acquistate quattro giocatrici svincolate: Kate Deines, Jessica Fishlock, Tiffany Cameron e Lindsay Taylor.
Nel corso del pre-stagione, i Reign appresero che sarebbero rimasti senza le loro giocatrici della nazionale americana per almeno metà stagione. Amy Rodriguez annunciò di essere incinta del suo primo figlio e che non avrebbe voluto giocare nella stagione inaugurale, Hope Solo fu operata al polso e Megan Rapinoe fu ceduta in prestito al Lione fino a giugno, saltando almeno 9 incontri.
Dopo aver viaggiato in Giappone per incontrare le vincitrici del campionato, le INAC Kobe Leonessa, i Fukuoka J. Anclas ed i Nojima Stella Kanagawa Sagamihara, il club fece il suo esordio stagionale contro i Chicago Red Stars pareggiando 1-1 nonostante la rete di Christine Nairn che sancì il momentaneo vantaggio. Questo fu l'unico punto che la squadra ottenne per altre 9 partite, a causa dell'assenza delle nazionali statunitensi e soprattutto del portiere Hope Solo. Anche se le sconfitte furono di misura, era evidente che alla squadra mancava qualcosa per poter competere con le altre compagini.
Nel giugno 2013 l'allenatore instaurò diverse trattative ed acquistò giocatrici internazionali che, con il ritorno delle nazionali americane, iniziarono a dare una svolta alla stagione del club. Seguirono una serie di 6 risultati utili consecutivi incluse 4 vittorie. Dopo aver perso contro il Portland Thorns per 2-1, i Reign conclusero la stagione al settimo posto con uno score di 5 vittorie, 3 pareggi e 14 sconfitte.

### Stagione 2014
Durante la stagione 2014 il club mise a segno la striscia record di 16 risultati utili consecutivi, vincendo in ben 13 occasioni. Il club concluse primo nella stagione regolare, qualificandosi per i playoffs. Dopo aver battuto i Washington Spirit per 2-1 in semifinale, persero con lo stesso punteggio la finale contro il Kansas City.
La squadra ricevette numerosi premi: Kim Little vinse la scarpa d'oro ed il premio di miglior giocatrice, Laura Harvey fu nominata tecnico dell'anno mentre Kendall Fletcher, Jessica Fishlock, Little e Nahomi Kawasumi furono inserite nell'11 ideale del campionato.

## Colori e simboli
Il 19 dicembre 2012 furono svelati il nome, Seattle Reign FC, ed il logo. I colori annunciati furono bianco, platino, blu reale e blu mezzanotte. Il nome fu in parte scelto come omaggio alla prima squadra sportiva femminile di Seattle, i Seattle Reign, defunta squadra di Basket militante in American Basketball League.
Il proprietario, Bill Predmore, disse: "L'annuncio di oggi è il risultato di un riflessivo processo per identificare il nome che meglio avrebbe rappresentato i valori del club, articola le nostre ambizioni a lungo termine e celebra la comunità all'interno della quale vivono i nostri tifosi. Il Reign FC unisce tutti questi obiettivi ed allo stesso tempo onora lo sport professionistico femminile di Seattle. Come i Sounders, i cui fan scelsero il nome in onore a coloro che aprirono le porte del calcio a Seattle negli anni '70, Seattle Reign FC fu scelto in parte per omaggiare questi visionari, i leader e giocatori del club di basket del Seattle Reign."

## Stadio

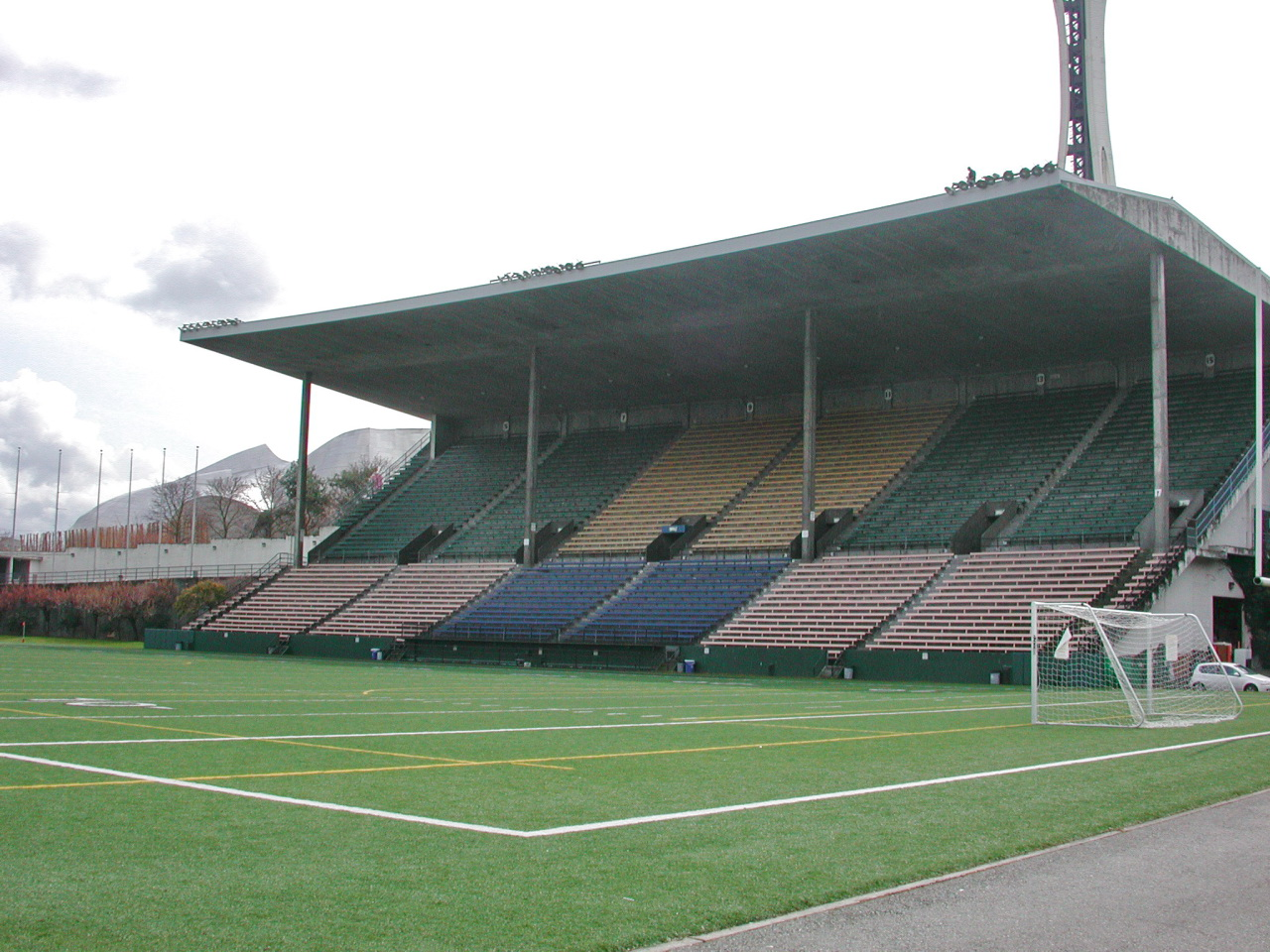
Visuale della tribuna nord-ovest.

Durante la stagione inaugurale il club giocò le sue partite allo Starfire Stadium situato a Tukwila (Washington). Lo stadio è allocato approssimativamente a 12 miglia da Seattle, ed è il centro di allenamento dei Seattle Sounders, nonché la sede dei match di US Open. Con una capacità di 4.500 spettatori, è in erba sintetica ed ha anche una tribuna stampa con tabellone e sistema audio.
Nel febbraio 2014 fu annunciato che il club si sarebbe spostato al Memorial Stadium, collocato al centro di Seattle, per le due successive stagioni. Lo stadio, in erba sintetica, ha una capacità di 12.000 spettatori e fu la sede dei Seattle Sounders nella stagione 1974-1975 e nel periodo 1995-2002.
Nel dicembre 2019, Reign FC ha annunciato che la squadra era stata venduta a OL Groupe, la società madre di Olympique Lyonnais. OL Groupe ha acquistato una partecipazione dell'87,5%, gli ex proprietari di maggioranza Bill e Teresa Predmore hanno mantenuto una partecipazione del 7,5% e l'ex grande NBA Tony Parker ha acquistato il restante 3%. Il 17 gennaio 2020, Farid Benstiti è stato annunciato come nuovo allenatore. A ciò è seguito l'annuncio del 6 marzo 2020 che la squadra sarebbe stata ribattezzata OL Reign.

## Società

### Organigramma societario
- Presidente: Jean-Michel Aulas
- Direttore generale: Bill Predmore
- Allenatore: Farid Benstiti
- Vice-allenatore: Sam Laity, Carrie Kveton e Ljupco Kmetovski-Rakush (portieri)

### Proprietà e dirigenza
Reign FC è proprietà di Bill e Teresa Predmore. Bill è il fondatore di POP, un'agenzia di marketing digitale situata a Seattle. Dopo che l'agenzia fece dei lavori con i Seattle Sounders, Predmore scherzò sul fatto di acquistare una parte del team in cambio di sconti; anche se non successe, l'esperienza ispirò Bill che decise di diventare proprietario di un club calcistico. Dopo aver constatato l'impossibilità di una squadra di MLS, decise di optare per il calcio femminile. "Da una prospettiva finanziaria è fattibile" disse Predmore, "Ma penso inoltre che potrebbe fare la differenza: infine, il mio obiettivo è costruire il miglior club calcistico femminile del mondo. Questo non succederà domani o quest'anno, ma fra 10 o 20 questo è quanto succederà."
All'inizio della prima stagione Amy Carnell fu nominata direttore generale, ma dopo una settimana rassegnò le dimissioni adducendo "motivi personali". L'allenatrice Laura Harvey assunse così il suo ruolo, così come le successe alla guida dell'Arsenal.
Sam Laity è il viceallenatore mentre Ben Dragavon è l'allenatore dei portieri.

### Broadcasting
Le partite dei Seattle Reign sono trasmesse in diretta dai Bootstrapper Studios via YouTube e le telecronache sono affidate a Tom Glasgow e Leslie Gallimore. Nel 2013 un selezionato numero di gare fu trasmesso da Fox Sports, nel 2014 da ESPN mentre nel marzo 2015 il club divenne uno dei primi club ad utilizzare l'app Periscope per trasmettere un'amichevole pre-stagionale.

## Tifoseria
Il più grande gruppo di tifosi è la Guardia Reale, fondata nel 2013, primo gruppo di un club femminile della storia dello stato di Washington.

## Organico

### Rosa 2022
Rosa, ruoli e numeri di maglia tratti dal sito ufficiale e aggiornata al 17 agosto 2022
| N. |                        | Ruolo | Calciatrice                 |
| -- | ---------------------- | ----- | --------------------------- |
| 2  | Stati Uniti (bandiera) | C     | Nikki Stanton               |
| 3  | Stati Uniti (bandiera) | D     | Lauren Barnes (co-capitano) |
| 4  | Stati Uniti (bandiera) | D     | Alana Cook                  |
| 5  | Canada (bandiera)      | C     | Quinn                       |
| 6  | Brasile (bandiera)     | C     | Angelina                    |
| 8  | Stati Uniti (bandiera) | A     | Bethany Balcer              |
| 9  | Canada (bandiera)      | A     | Jordyn Huitema              |
| 10 | Galles (bandiera)      | C     | Jess Fishlock               |
| 11 | Stati Uniti (bandiera) | D     | Sofia Huerta                |
| 12 | Stati Uniti (bandiera) | C     | Olivia Athens               |
| 13 | Stati Uniti (bandiera) | C     | Marley Canales              |
| 14 | Messico (bandiera)     | D     | Jimena López                |
| 15 | Stati Uniti (bandiera) | A     | Megan Rapinoe (co-capitano) |

| N. |                        | Ruolo | Calciatrice          |
| -- | ---------------------- | ----- | -------------------- |
| 16 | Stati Uniti (bandiera) | C     | Rose Lavelle         |
| 17 | Stati Uniti (bandiera) | D     | Sam Hiatt            |
| 18 | Stati Uniti (bandiera) | P     | Laurel Ivory         |
| 19 | Stati Uniti (bandiera) | D     | Sinclaire Miramontez |
| 21 | Stati Uniti (bandiera) | D     | Phoebe McClernon     |
| 23 | Stati Uniti (bandiera) | A     | Tziarra King         |
| 24 | Stati Uniti (bandiera) | A     | Veronica Latsko      |
| 30 | Stati Uniti (bandiera) | P     | Claudia Dickey       |
| 33 | Stati Uniti (bandiera) | C     | Olivia Van der Jagt  |
| 44 | Stati Uniti (bandiera) | D     | Jodi Ülkekul         |
| 77 | Stati Uniti (bandiera) | A     | Tobin Heath          |
| 91 | Stati Uniti (bandiera) | P     | Phallon Tullis-Joyce |

### Rosa 2020
Rosa, ruoli e numeri di maglia tratti dal sito ufficiale e aggiornata al 10 agosto 2020
| N. |                        | Ruolo | Calciatrice                                      |
| -- | ---------------------- | ----- | ------------------------------------------------ |
| 1  | Stati Uniti (bandiera) | P     | Michelle Betos                                   |
| 2  | Stati Uniti (bandiera) | D     | Amber Brooks                                     |
| 3  | Stati Uniti (bandiera) | D     | Lauren Barnes                                    |
| 4  | Stati Uniti (bandiera) | D     | Alana Cook (in prestito dal Paris Saint-Germain) |
| 5  | Canada (bandiera)      | C     | Rebecca Quinn                                    |
| 6  | Stati Uniti (bandiera) | C     | Allie Long                                       |
| 10 | Galles (bandiera)      | C     | Jessica "Jess" Fishlock                          |
| 11 | Stati Uniti (bandiera) | A     | Darian Jenkins                                   |
| 12 | Stati Uniti (bandiera) | C     | Morgan Andrews                                   |
| 13 | Spagna (bandiera)      | C     | Celia Jiménez Delgado                            |
| 14 | Stati Uniti (bandiera) | D     | Steph Cox                                        |
| 15 | Stati Uniti (bandiera) | A     | Megan Rapinoe                                    |
| 16 | Stati Uniti (bandiera) | D     | Julia Ashley                                     |
| 17 | Stati Uniti (bandiera) | C     | Dani Weatherholt                                 |
| 18 | Stati Uniti (bandiera) | A     | Mariah Lee                                       |

| N. |                          | Ruolo | Calciatrice     |
| -- | ------------------------ | ----- | --------------- |
| 19 | Stati Uniti (bandiera)   | D     | Kristen McNabb  |
| 20 | Stati Uniti (bandiera)   | A     | Sofia Huerta    |
| 21 | Giappone (bandiera)      | A     | Nicole Momiki   |
| 22 | Stati Uniti (bandiera)   | A     | Jasmyne Spencer |
| 23 | Stati Uniti (bandiera)   | D     | Taylor Smith    |
| 24 | Stati Uniti (bandiera)   | A     | Bethany Balcer  |
| 25 | Stati Uniti (bandiera)   | C     | Kelcie Hedge    |
| 26 | Stati Uniti (bandiera)   | P     | Casey Murphy    |
| 27 | Stati Uniti (bandiera)   | P     | Carly Nelson    |
| 28 | Costa Rica (bandiera)    | C     | Shirley Cruz    |
| 29 | Stati Uniti (bandiera)   | D     | Adrienne Jordan |
| 30 | Stati Uniti (bandiera)   | D     | Machaela George |
| 31 | Nuova Zelanda (bandiera) | C     | Rosie White     |
| 99 | Stati Uniti (bandiera)   | D     | Madison Hammond |
|    | Stati Uniti (bandiera)   | A     | Leah Pruitt     |